# In Darkness (2018)
In Darkness är en thrillerfilm från 2018 i regi av Anthony Byrne, som tillsammans med Natalie Dormer, även står skriven som manusförfattare. Dess huvudroller spelas av Dormer själv, Ed Skrein, Emily Ratajkowski och Joely Richardson. Filmen släpptes i USA av Vertical Entertainment den 25 maj 2018, samt i Storbritannien av Shear Entertainment, den 6 juli 2018.

## Handling
Den blinda pianisten Sofia råkar höra ett bråk i lägenheten en trappa upp, som kostar hennes granne Veronique livet. Det är början på en mörk resa ner i Londons kriminella undre värld. En värld full av korruption, lönnmördare och ryska maffian, där Sofias egna dolda förflutna kommer upp till ytan.

## Rollista
| Natalie Dormer/Lexie Benbow-Hart | – Sofia McKendrick/Balma |
| Ed Skrein                        | – Marc Gordon            |
| Emily Ratajkowski                | – Veronique Radic        |
| Neil Maskell                     | – Oscar Mills            |
| Jan Bijvoet                      | – Zoran Radic            |
| James Cosmo/Ethan Cosmo          | – Niall McKendrick       |
| Joely Richardson                 | – Alexandra Gordon       |
| Amber Anderson                   | – Jane                   |
| Hala Gorani                      | – Sig själv              |